# Guy (gruppo musicale)
I Guy sono un gruppo musicale new jack swing statunitense originario di Harlem (New York) e attivo dal 1987.

## Formazione
- Teddy Riley
- Aaron Hall
- Damion Hall

Ex membri
- Timmy Gatling

## Discografia
Album studio
- 1988 – Guy
- 1990 – The Future
- 2000 – Guy III

Raccolte
- 2002 – Groove Me: The Very Best of Guy
- 2004 – The Millennium Collection